# جوسيف نويورث
جوسيف نويورث (بالألمانية: Josef Neuwirth)‏ هو مؤرخ الفن وكاتب ومهندس معماري نمساوي، ولد في 5 يونيو 1855 في Zahrádky (Česká Lípa District) ‏ في التشيك، وتوفي في 25 أبريل 1934 في فيينا في النمسا.